# Římskokatolická farnost Dlouhá Loučka
Římskokatolická farnost Dlouhá Loučka je územní společenství římských katolíků v děkanátu Šternberk s farním kostelem svatého Bartoloměje.

## Území farnosti
Do farnosti náleží území těchto obcí:
- Dlouhá Loučka
  - farní kostel svatého Bartoloměje
- Dlouhá Loučka - Plinkout
  - Kaple svatého Josefa a svatého Jana Nepomuckého
- Dlouhá Loučka - Křivá

## Duchovní správci
Od července 2016 je administrátorem R. D. Mgr. Ladislav Sovadina. Ten se s platností od ledna 2019 zde stal farářem.